# اليوم الدولي للرياضة من أجل التنمية والسلام
تحتفل الأمم المتحدة بمناسبة اليوم الدولي للرياضة من أجل التنمية والسلام في 6 نيسان / أبريل من كل عام بناءً على قرار الجمعية العامة الصادر في 23 آب / أغسطس 2013 وذلك بعدما أعلنت مسبقاً الاحتفال بالعام 2015 باعتباره سنة دولية للرياضة والتربية البدنية ‏ وذلك للتأكيد على دور الرياضة كوسيلة في تعزيز السلم والتنمية نظراً لدورها في تمكين المرأة والشباب وتشجيعها لقيم التسامح والاحترام.